# Mihály Károlyi

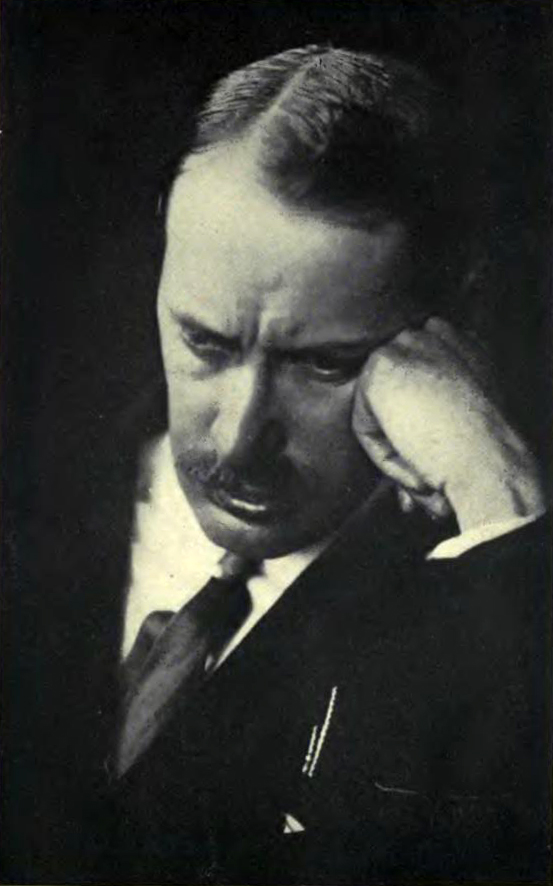
Mihály Károlyi (1923)

Mihály Ádám György Miklós Károlyi de Nagykároly, född 4 mars 1875, död 19 mars 1955, var en ungersk greve och politiker.

## Biografi
Károlyi framträdde efter en grundlig politisk utbildning vid första världskrigets utbrott som en oförsonlig motståndare till István Tiszas politik. Károlyi var ententevän och arbetade för en upplösning av den ungersk-österrikiska alliansen med Tyskland och en förmånlig separatfred. Som ledare för ett nytt radikalt parti med pacifistiskt program 1916, det så kallade Károlyipartiet, sökte han samförstånd med kung Karl I av Österrike och blev 1918 ministerpresident. Då Karl avsagt sig kronan, valdes Károlyi 1919 till den ungerska republikens förste president. Tillståndet i Ungern försämrades dock ständigt, och den väntade hjälpen från ententemakterna uteblev. Så följde Béla Kuns revolution, och Károlyi fick fly till utlandet. Efter att ordnade förhållanden återställts i Ungern, anklagades Károlyi för landsförräderi, och hans egendom konfiskerades. I landsflykt fortsatte Károlyi att arbeta för pacifismen. 1924 skrev han sina memoarer; Gegen eine ganze Welt.